# Aeroportul Chacarita
Aeroportul Chacarita (IATA: JAP, ICAO: MRCH) este un aeroport din Provincia de Puntarenas⁠(d), Costa Rica.
Situat la o altitudine de 2 m, aeroportul dispune de o singură pistă.